# Bobby Wood (soccer)
Pour les articles homonymes, voir Bobby Wood et Wood.
Bobby Shou Wood, né le 15 novembre 1992 à Honolulu à Hawaï, est un joueur international américain de soccer évoluant au poste d'attaquant.

## Biographie

### 1999-2011: carrière en junior
Wood commence sa carrière en 1999 avec le Powder Edge SC, basé à Honolulu, sa ville natale. Il déménage en Californie en 2004 pour jouer avec les Irvine Strikers, trois ans avant de repartir en Allemagne, en juillet 2007. Il rejoint le TSV 1860 Munich dans ses équipes junior.

### Depuis 2011: carrière professionnelle
Le 29 janvier 2011, Wood fait ses débuts en professionnel avec le TSV 1860 Munich, en entrant à la 82e minute, au cours d'un match de 2. Bundesliga contre le MSV Duisbourg.
Wood fait ses débuts en tant que titulaire avec le TSV 1860 Munich le 14 octobre 2011 contre le FC Hansa Rostock. Le 30 novembre 2012, Wood marque son premier but chez les pros à l'occasion d'un match nul contre VfR Aalen, sur le score de 1-1.
C'est en décembre 2012 que Wood signe son premier contrat professionnel, toujours avec le TSV 1860 Munich. Ce contrat lie le joueur et club munichois jusqu'à la saison 2016.
Il y joue finalement jusqu'en 2015, avant d'être prêté brièvement à Erzgebirge Aue. Il est transféré à l'Union Berlin pour une saison, et rejoint en 2016 le Hambourg SV.
Le 9 juillet 2018, il est prêté pour une saison au Hanovre 96, avec une option d'achat.
Le 2 avril 2021, il rejoint la franchise de soccer du Real Salt Lake. Ne parvenant pas à s'imposer en Major League Soccer, l'option à son contrat n'est pas levée et il quitte le club le 26 octobre 2022. Quelques semaines plus tard, le 5 décembre, il signe un contrat d'un an avec le Revolution de la Nouvelle-Angleterre.

### Carrière internationale
En mai 2013, Wood est nommé dans une pré-liste de 35 joueurs pour la Gold Cup 2013, dans la sélection américaine, mais il n'est pas sélectionné dans la liste finale des 23 joueurs qui participeront à la Gold Cup sous les ordres de Jürgen Klinsmann. Il fait ses débuts en sélection le 14 août 2013, lors d'un match amical contre la sélection bosnienne,. Le 5 juin 2015, contre les Pays-Bas, puis le 10 juin 2015 contre l'Allemagne, championne du monde en titre, Wood inscrit un but capital dans les dernières minutes donnant ainsi la victoire à son équipe.

## Statistiques
| Saison                | Club                                 | Championnat           | Championnat | Championnat | Coupe(s) nationale(s) | Coupe(s) nationale(s) | Supercoupe | Supercoupe | Compétition(s) continentale(s) | Compétition(s) continentale(s) | Compétition(s) continentale(s) | Total | Total |
| Saison                | Club                                 | Division              | M.          | B.          | M.                    | B.                    | M.         | B.         | Comp.                          | M.                             | B.                             | M.    | B.    |
| 2010-2011             | TSV 1860 Munich                      | 2. Bundesliga         | 5           | 0           | -                     | -                     | -          | -          | -                              | -                              | -                              | 5     | 0     |
| 2011-2012             | TSV 1860 Munich                      | 2. Bundesliga         | 3           | 0           | 1                     | 0                     | -          | -          | -                              | -                              | -                              | 4     | 0     |
| 2012-2013             | TSV 1860 Munich                      | 2. Bundesliga         | 15          | 3           | 1                     | 0                     | -          | -          | -                              | -                              | -                              | 16    | 3     |
| 2013-2014             | TSV 1860 Munich                      | 2. Bundesliga         | 21          | 0           | 1                     | 0                     | -          | -          | -                              | -                              | -                              | 22    | 0     |
| 2014-2015             | TSV 1860 Munich                      | 2. Bundesliga         | 6           | 0           | 1                     | 0                     | -          | -          | -                              | -                              | -                              | 7     | 0     |
| Sous-total            | Sous-total                           | Sous-total            | 50          | 3           | 4                     | 0                     | -          | -          | -                              | -                              | -                              | 54    | 3     |
| 2014-2015             | FC Erzgebirge Aue (prêt)             | 2. Bundesliga         | 9           | 3           | -                     | -                     | -          | -          | -                              | -                              | -                              | 9     | 3     |
| 2015-2016             | Union Berlin                         | 2. Bundesliga         | 31          | 17          | 1                     | 0                     | -          | -          | -                              | -                              | -                              | 32    | 17    |
| 2016-2017             | Hambourg SV                          | Bundesliga            | 28          | 5           | 4                     | 4                     | -          | -          | -                              | -                              | -                              | 32    | 9     |
| 2017-2018             | Hambourg SV                          | Bundesliga            | 24          | 2           | 1                     | 1                     | -          | -          | -                              | -                              | -                              | 25    | 3     |
| 2019-2020             | Hambourg SV                          | 2. Bundesliga         | 6           | 0           | -                     | -                     | -          | -          | -                              | -                              | -                              | 6     | 0     |
| 2020-2021             | Hambourg SV                          | 2. Bundesliga         | 16          | 1           | 1                     | 0                     | -          | -          | -                              | -                              | -                              | 17    | 1     |
| Sous-total            | Sous-total                           | Sous-total            | 74          | 8           | 6                     | 5                     | -          | -          | -                              | -                              | -                              | 80    | 13    |
| 2018-2019             | Hannover 96 (prêt)                   | Bundesliga            | 20          | 3           | 2                     | 0                     | -          | -          | -                              | -                              | -                              | 22    | 3     |
| 2021                  | Real Salt Lake                       | MLS                   | 20          | 3           | -                     | -                     | -          | -          | -                              | -                              | -                              | 20    | 3     |
| 2022                  | Real Salt Lake                       | MLS                   | 14          | 3           | 0                     | 0                     | -          | -          | -                              | -                              | -                              | 14    | 3     |
| Sous-total            | Sous-total                           | Sous-total            | 34          | 6           | 0                     | 0                     | -          | -          | -                              | -                              | -                              | 34    | 6     |
| 2023                  | Revolution de la Nouvelle-Angleterre | MLS                   | 7           | 2           | 0                     | 0                     | -          | -          | LCup                           | 0                              | 0                              | 7     | 2     |
| Total sur la carrière | Total sur la carrière                | Total sur la carrière | 225         | 42          | 13                    | 5                     | -          | -          | -                              | -                              | -                              | 238   | 47    |